# RANKL

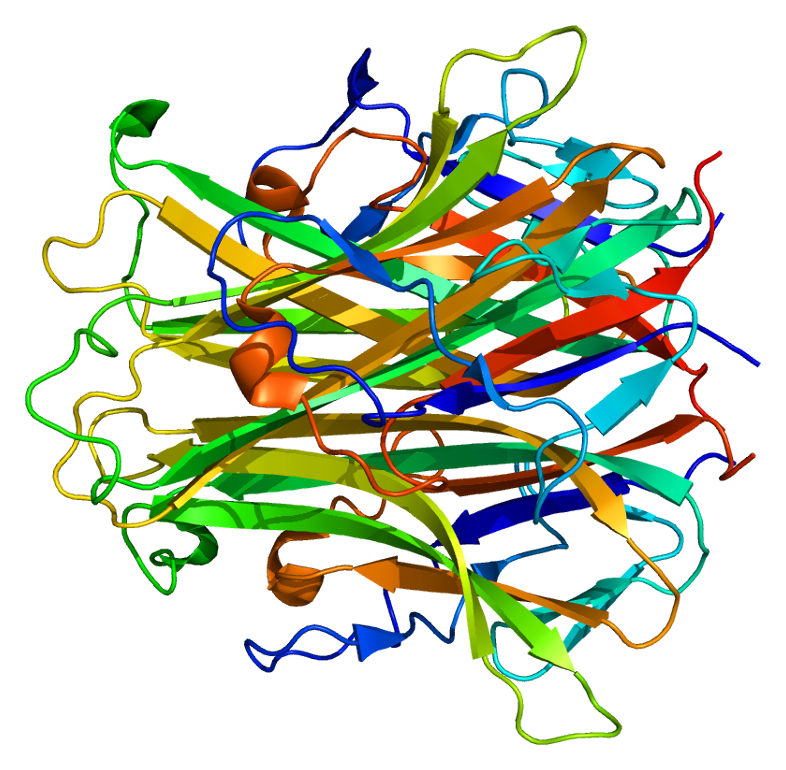
Estructura del RANKL.

El ligando de receptor activador para el factor nuclear κ B, más conocido como RANKL (Receptor Activator for Nuclear Factor κ B Ligand, en inglés), es una importante molécula del metabolismo óseo. Se encuentra en la superficie de la membrana de los osteoblastos (producido en los osteoblastos por la Parathormona), de las células del estroma y de los linfocitos T, siendo estos últimos los únicos en los que se ha demostrado la capacidad de secretarla. Su principal función es la activación de los osteoclastos células implicadas en la resorción ósea. La superproducción de RANKL está implicada en gran variedad de enfermedades degenerativas del tejido óseo, como la artritis reumatoide o la artritis psoriásica. 

## Función en el sistema inmunológico
RANKL está expresado en la superficie de membrana y es secretado por los linfocitos T, y se piensa que puede estar involucrado en la maduración células dendríticas. Se ha demostrado que es un factor de supervivencia y está involucrado en la regulación de la respuesta inmunológica dependiente de linfocitos T. La activación de los linfocitos T induce la expresión del gen de RANKL y conlleva un incremento de la osteoclastogénesis y la resorción de tejido óseo. 
Se ha mostrado que RANKL activa la quinasa antiapoptótica AKT/PKB a través de un complejo sistema de señales que implica a la SRC quinasa y TRAF6, lo que indica que esta proteína puede estar implicada en la regulación de la apoptosis. . En ratones se ha  evidenciado deficiencias en la diferenciación de los linfocitos B y T,  incapaces de formar correctamente estructuras mamarias lóbulo-alveolares durante el embarazo. Han sido detectados dos variantes de tránscrito de ARN a través de ayuste alternativo.